# 鳥海尽三
鳥海 尽三（とりうみ じんぞう、1929年2月1日 ‐ 2008年1月17日）は、日本の男性脚本家、小説家。
シナリオサークル鳳工房主幹、早稲田シナリオ義塾講師、代々木アニメーション学院講師、日本シナリオ作家協会会員、日本放送作家協会会員。

## 概要
主にテレビアニメの脚本を執筆。『昆虫物語 みなしごハッチ』『科学忍者隊ガッチャマン』『新造人間キャシャーン』など、アニメ制作会社タツノコプロの草創期から1970年代まで黄金時代のほぼ全ての作品を企画文芸の中核として支えた。また、1970年に師匠である脚本家・陶山鉄の長男で、日活企画室に勤務していた陶山智、同じく日活で陶山の上司だった陣野修、SF作家の広瀬正をタツノコプロへ招聘して、人材面でも大きな役割を果たした人物でもある。『小説どろろ』など小説も手掛ける。

## 略歴
北海道空知郡滝川町（現：滝川市）出身。日本大学芸術学部映画学科卒業。大学在学中から映画脚本家の陶山鉄と松浦健郎に師事し、1958年に酒井尽三の筆名を用いて、日活映画『お月さん今晩わ』でデビュー。日活ではその後も1964年までに『だから言ったじゃないの』『若い港』などの実写映画の脚本を執筆。テレビドラマ『わんぱく同盟』なども手がけた。だが師匠の陶山が亡くなったことに加えて、テレビの時代を迎えて日本映画全盛期が終わると仕事もなくなり、新聞で見かけたアニメーション制作会社虫プロダクションのスタッフ募集に応募。1964年に虫プロダクションへ入社して文芸部に所属した。日本初の30分テレビアニメシリーズである『鉄腕アトム』時代から、その後もテレビアニメに関わり続けたスタッフとしては、辻真先と並んで最古参の現役脚本家でもあった。さらに翌1965年には請われて、タツノコプロに契約社員として移籍した。タツノコプロ初のテレビアニメ『宇宙エース』の第9話「原始巨人現わる」から脚本を執筆。当初文芸部は鳥海1人であり、以後、企画も任されるようになり、1977年に退社するまで企画文芸部長兼製作部長を経て、取締役企画本部長まで登りつめた。
なお、タツノコプロに在籍時代にもタツノコ作品に専念したわけではなく、1966年から1968年にかけて、友人の鈴木良武、広瀬正らとの三木瀬たかしもしくは三木瀬隆の合同ペンネームを用いて、古巣の虫プロで『W3』、友人の飯島敬プロデューサーのいる東映動画で『魔法使いサリー』といったテレビアニメのシナリオを執筆している。また、東映の映画『宇宙円盤大戦争』の原案を担当した“サクール・バーン”も鳥海の筆名、もしくは“陶山智、酒井あきよしとの共同ペンネーム”とされており、この三名は後の鳥プロにも名を連ねることになる（後述）。
1970年代後半は吉田竜夫社長の死と前後して、タツノコプロから人材流出が相次いだ時期で、鳥海も1977年の『とびだせ!マシーン飛竜』の企画を最後に、タツノコを退社。同じくタツノコを退社した陶山智や酒井あきよしらタツノコ文芸部の面々を率いて、1977年12月にアニメーションの企画制作会社でもある鳥プロを設立。マシーン飛竜の広告代理店でもあった東映エージエンシーが、新たに開拓したテレビ朝日のローカル枠にて、タツノコ時代に信頼関係を築いていた玩具の制作販売会社タカトクトイスをメインスポンサーに、アニメ制作会社のグリーン・ボックスによる作画協力も得てテレビアニメ『宇宙魔神ダイケンゴー』を制作した。同時期には陶山、酒井の3人で響わたるの共同ペンネームを使い、テレビマガジンで連載された漫画『ミクロマン』『ひみつ指令マシン刑事999』の原作も手掛ける（テレビマガジン誌ではさらに中野とおるの筆名で『アストロナイツ3☆3〈スリー・スリー〉』〈漫画：成井紀郎〉の原作も手掛けている）。その後は『科学忍者隊ガッチャマンII』と『科学忍者隊ガッチャマンF』の企画・脚本にも協力するが、営業スタッフの不在が経営難を招き、1982年の野生のさけびの構成を最後に鳥プロは解散することになった。
鳥プロの解散後は、1983年に日本サンライズ企画部で、『装甲騎兵ボトムズ』『機甲界ガリアン』といった高橋良輔監督作品、1984年には古巣タツノコプロ企画室に戻って『超時空騎団サザンクロス』に参加した。
その他も鳥海は『鎧伝サムライトルーパー』、『ミスター味っ子』、『横山光輝 三国志』、『ジャングルの王者ターちゃん』、『銀河戦国群雄伝ライ』など、数多くのシリーズ構成や脚本を手がけている。
フリーでの活動を経て、1988年からはシナリオサークル（脚本家養成サークル）鳳工房を発起。藤本さとし、荒島晃宏、大西由起らを輩出した。
2008年1月17日、肝臓がんのため死去。享年78。
同じくタツノコプロに在籍し、同じ作品を担当したこともある演出家の鳥海永行とは血縁関係はない。タツノコプロ周辺では、両人を体格から「タツノコの大鳥（尽三）、小鳥（永行）」と呼んだという。

## 受賞歴
- 2000年 2000年度日本シナリオ作家協会功労賞[15][17]
- 2008年 東京アニメアワード2008 第4回功労賞表彰[18][19]